# Clark Air Base

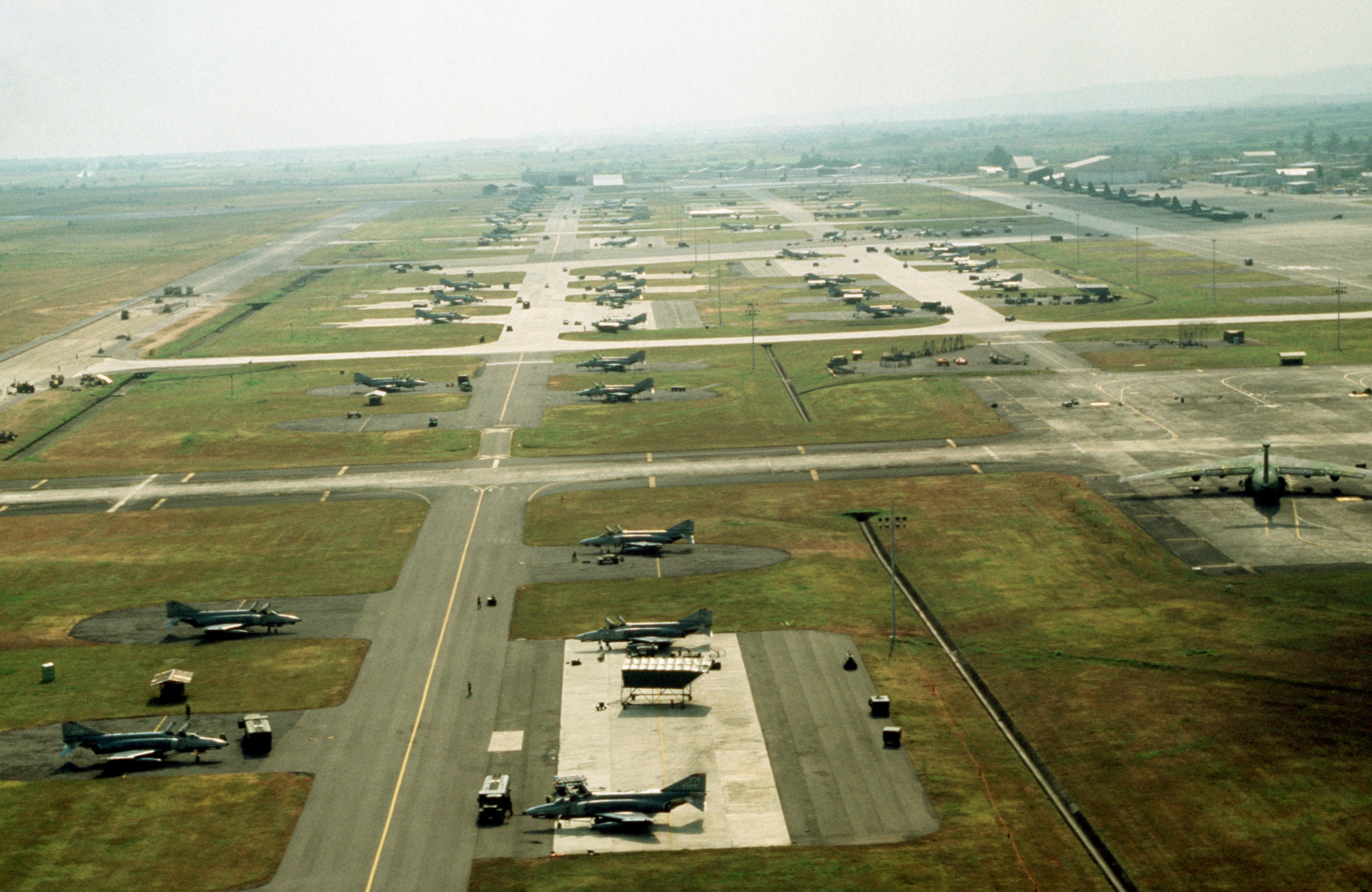
Vorfeldpositionen der Clark Air Base, 1989

Clark Air Base war bis 1992 ein Luftwaffenstützpunkt der US Air Force auf der philippinischen Insel Luzon. Das Gelände befindet sich rund 80 (Straßen-)km nordwestlich von Manila in der Provinz Pampanga und ist von Manila aus über den North Luzon Expressway (NLEX) erreichbar.
Clark Air Base war einer der größten Militärstützpunkte in der Geschichte und die größte amerikanische Basis außerhalb der USA. Seit 1903 befand sich dort ein 37 km² großer Luftwaffenstützpunkt auf einem riesigen Militärgelände von 596 km². Zeitweise lebten dort ständig 15.000 Menschen. Bis 1975 war Clark Air Base Rückgrat der logistischen Versorgung der US Army und US Air Force während des Vietnamkriegs. Dazu unterhielt Clark Air Field u. a. ein Lager mit insgesamt 128.500 m² Fläche sowie ausgedehnte Munitionsdepots und vier riesige, unterirdische Lagerhallen. Zur Treibstoffversorgung war Clark Air Base durch eine 60 km lange Pipeline mit dem Marinestützpunkt United States Naval Base Subic Bay verbunden. Inzwischen gibt es mit dem SCTEX (Subic-Clark-Tarlac Expressway) auch eine Autobahnverbindung zwischen diesen Orten.

## Geschichte

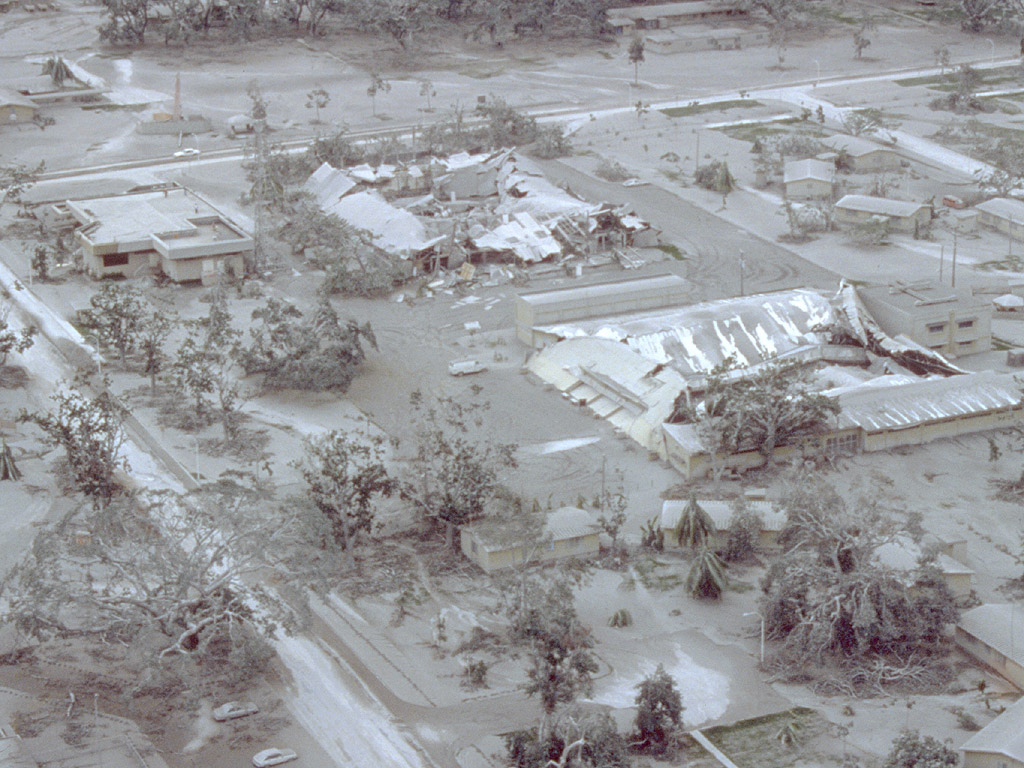
Clark Air Base, von Asche bedeckt, 1991

Clark Air Base wurde ursprünglich 1903 als Fort Stotsenberg unter der Kontrolle der US Army gegründet. 1912 wurde eine Flugschule, seit 1919 die Clark Air Field errichtet.
Im Jahre 1942, also während des Zweiten Weltkriegs, eroberte die japanischen Armee den Stützpunkt, den US-Streitkräfte erst nach drei Monaten heftiger Kämpfe im Januar 1945 zurückerobern konnten.
Am 14. März 1947 unterzeichneten die USA und die Philippinen ein Militärstützpunkteabkommen, nachdem die Clark Air Base bis 2046 (1966 durch das Rusk-Ramos-Abkommen auf 1991 verkürzt) der USA verpachtet wurde. 1949 wurde der Stützpunkt von der Army der US Air Force übertragen und seitdem als Clark Air Base bezeichnet.
Aufgrund der bevorstehenden Eruption des nur 16 km entfernten Mount Pinatubo wurde Clark Air Base am 10. Juni 1991 großteils evakuiert. Etwa 1500 Personen blieben und flüchteten erst einige Tage später, unmittelbar vor der Haupteruption, im schon dichtem Ascheregen.
Der Philippinische Senat lehnte im September desselben Jahres die Verlängerung des Militärstützpunkteabkommens ab, und so wurde die unter Vulkanasche begrabene und dadurch völlig unbrauchbar gewordene Basis am 26. November 1991 der philippinischen Regierung wieder zurückgegeben.

## Flugzeuge und Militäreinheiten
Clark Air Base war Heimatstützpunkt der 13. US-Luftflotte, des 405. Jagdgeschwaders, des 3. taktischen Jagdgeschwaders, der 3. Kampfunterstützungsgruppe, der 3. Sicherheitspolizeigruppe und der 31. Aerospace Rescue and Recovery Squadron (ARRS).
Die Hauptstreitmacht der Kampfflugzeuge auf Clark Air Base während der 1970er und 1980er Jahre bestand aus F-4E und F-4G Kampfjets. Darüber hinaus waren dort T-33 Ausbildungsflugzeuge, C-130 Transportflugzeuge, HH-3E Rettungshubschrauber und eine kleine Anzahl von F-5 Kampfflugzeugen der 26. Aggressor Squadron des 3. taktischen Jagdgeschwaders stationiert.
Verschiedene Flugzeuge, speziell Frachtflugzeuge, waren vorübergehend dort. Kampfflugzeuge besuchten regelmäßig den Stützpunkt, um an Luftkampfübungen im Crow Valley etwa 50 km nördlich teilzunehmen. Das riesige Areal von Clark Air Base ermöglichte Luftkampf-, Tiefflug- und Bombenabwurfübungen.
Clark Air Base wurde regelmäßig durch Fracht- und Passagierflugzeuge von und nach Andersen Air Force Base, Guam, Kadena Air Base auf der japanischen Insel Okinawa, Diego Garcia im Indischen Ozean, Jakarta, Indonesien und bis 1975 Saigon verbunden. In den 1970er Jahren kamen Passagiere über Trans-International-Airlines-Flüge mit Douglas DC-8 von Travis Air Force Base, Kalifornien (über Honolulu und Guam) an.
Ab 1980 war der Stützpunkt soweit gewachsen, dass er wöchentlich mit einer Boeing 747 der Flying Tiger Line mit St. Louis (über Kadena Air Base in Japan, Anchorage in Alaska und Los Angeles) verbunden wurde. In den späten 1980er Jahren übernahm Tower Air den Dienst mit der 747 und wurde durch eine wöchentliche Verbindung über Guam, Honolulu nach Los Angeles der Hawaiian Airlines mit einer L-1011 verstärkt.

## Einrichtungen
Wohn- und Gewerbegebiete befanden sich weiter westlich. Am Fuße des Mount Pinatubo gab es zwei ausgedehnte Wohngebiete mit Zugang zu einem großen Golfplatz. Die Basis wurde kreuz und quer von fünf Hauptboulevards von 10 km Länge durchzogen.
Die Basis verfügte über ein 200-Betten-Hospital, ein Kaufhaus, eine Mini-Mall, diverse Restaurants und ein sechsstöckiges Wohnheim. Auf Clark Air Base befand sich die Wagner High School, die Wagner Middle School und die Lily Hill Middle School. Außerdem verfügte der Stützpunkt über drei Grundschulen, der Wurtsmith-, der MacArthur- und der V.I. Grissom Grundschule. Die meisten Lehrer waren amerikanische Zivilisten, während die Schulen vom Verteidigungsministerium betrieben wurden.
Obwohl sich zahlreiche, ziemlich legendäre Bars in Angeles City befanden, bestanden innerhalb des Militärgeländes Alternativen: Der Offiziersclub (CABOOM) nahe dem Paradeplatz, der Top Hat Club für Unteroffiziere unweit des Lily Hill (1986 zum nahegelegenen Silver Wing verlegt) und der Coconut Grove Airmen’s Club. Der Unteroffiziersclub war besonders attraktiv, da regelmäßig bedeutende Bands und Künstler zu Veranstaltungen aus den USA eingeflogen wurden. Bis zu 100 gesponserte Clubs und Organisationen waren auf der Basis tätig, einschließlich der Knights of Columbus, eines Lateinamerikanischen Clubs und vieles mehr, darunter Kampfsportarten sowie zwei Kinos.
Zur Information der Residenten verfügte Clark über einen recht aktiven Radiosender namens Far East Network Philippines (FEN), einer Abteilung von American Forces Network (AFN). Der Fernsehsender strahlte ein 20-stündiges Tagesprogramm aus, das bis 1983 die drei großen amerikanischen Sender mit Lokalnachrichten und Unterhaltungsprogrammen verband. Danach wurde das Programm von Los Angeles übertragen. FEN strahlte zwei 24-stündige Radioprogramme aus, ein UKW-Programm mit Musik im easy listening-Stil sowie klassischer Musik und ein Mittelwellen-Programm mit Nachrichten und Popmusik.
Drei größere Filipino-Siedlungen lehnten sich an Clark Air Base, Angeles City an der Südostecke, Mabalacat an der Nordostecke und Sapangbato an der Südseite. Die Anwesenheit der vielen amerikanischen Soldaten war mit vielen Vergnügungsbetrieben, Spielhöllen, Massagesalons und ausgedehnter Prostitution im benachbarten Angeles City verbunden.

## Witterung
Clark Air Base hat zwei ausgeprägte Jahreszeiten, die Trockenzeit von November bis April und die Regenzeit von Mai bis Oktober. Taifune kommen aus dem Osten im Sommer und Herbst. Zu den schwersten Stürmen, die die Basis zerstörten, gehörten am 28. November 1974 Taifun Rita, am 24. November 1981 Taifun Irma, am 25. Oktober 1988 Taifun Ruby und am 15. Juni 1991 Taifun Yunya, der mit dem Ausbruch von Vulkan Pinatubo zusammentraf.

## Abzug und Rückgabe von Clark Air Base
1992 verließen die USA Clark Airfield. Die Luftwaffenbasis wurde danach in eine Sonderwirtschaftszone umgewandelt.
1995 begann man nach Jahren der Vernachlässigung, mit dem Aufräumen und der Beseitigung der Vulkanasche. Die frühere Luftwaffenbasis nahm nach ihrer Konversion als Diosdado Macapagal International Airport (Clark International Airport, IATA-Code CRK) und als Clark Special Economic Zone (CSEZ) ihre neuen Funktionen auf. Die Flughafeninfrastruktur wurde zu einer der modernsten in Asien verbessert und erhielt eine zweite Parallelstartbahn. Außerdem erhielt sie ein neues Golfresort, eine Reihe von Industriegebäuden, Sehenswürdigkeiten und Handelseinrichtungen.

## Zwischenfälle
- Am 20. September 1947 verlor die Besatzung einer Curtiss C-46D-15-CU Commando der United States Air Force (USAF) (Luftfahrzeugkennzeichen 44-78263) in der Nähe eines Gewitters die Orientierung. Daraufhin ging der Treibstoff aus. Alle 27 Insassen sprangen ostsüdöstlich der Clark Air Base mit dem Fallschirm ab. Dabei wurde eine Person getötet, eine andere blieb vermisst.[2]

- Am 19. Dezember 1950 wurde eine Douglas DC-4/C-54E-5-DO der United States Air Force (USAF) (44-9096) in die Flanke des Berges Tabayoc (Philippinen) geflogen, 168 Kilometer nordnordöstlich des Zielflughafens Clark Air Base. Die aus Japan kommende Maschine kollidierte in 8.000 Fuß (2.438 Meter) Höhe mit dem 9.252 Fuß (2.820 Meter) hohen Berg. Bei diesem CFIT (Controlled flight into terrain) wurden alle 37 Insassen getötet, sieben Besatzungsmitglieder und 30 Passagiere.[3]